# Давід Валеро
Давід Валеро (ісп. David Valero, нар. 27 грудня 1988) — іспанський велогонщик, бронзовий призер Олімпійських ігор 2020 року.

## Виступи на Олімпіадах
| Олімпіада           | Дисципліна  | Місце |
| ------------------- | ----------- | ----- |
| Ріо-де-Жанейро 2016 | маунтінбайк | 9     |
| Токіо 2020          | маунтінбайк | 3     |

## Зовнішні посилання
- Давід Валеро — олімпійська статистика на сайті Sports-Reference.com (англ.) (архівна версія)